# Однополые браки в Великобритании
В Великобритании законодательство об однополых браках, как и брачно-семейное законодательство в целом, находится в юрисдикции регионов, и правовой статус однополых браков значительно отличается в Англии и Уэльсе, Шотландии и Северной Ирландии, коронных землях и в заморских территориях.
По состоянию на апрель 2020 года на большей части территории Великобритании регистрируются однополые браки. Только на некоторых заморских территориях не регистрируют ни однополые браки, ни гражданские партнёрства.

## Положение в разных юрисдикциях

### Англия и Уэльс
Законопроект по легализации однополых браков рассматривался по инициативе премьер-министра Великобритании Дэвида Кэмерона. Официально законопроект об однополых браках (англ. Marriage (Same Sex Couples) Bill) был представлен в январе 2013 года.
Палата общин британского парламента поддержала законопроект в феврале 2013 года. 400 депутатов проголосовали «за» и 175 — «против». Три крупнейшие политические партии дали возможность парламентариям голосовать, руководствуясь личной позицией. Это вызвало раскол во мнениях в Консервативной партии, где многие не поддержали инициативу. По сообщениям, около 140 консерваторов проголосовали против законопроекта. Однако в поддержку законопроекта выступило большинство членов Либерал-демократической и Лейбористской партии. В стане лейбористов также произошёл раскол, но большая часть воздержалась от голосования, в отличие от консерваторов. А вот 52 из 56 либерал-демократов законопроект поддержали. Также согласились с ними левые националисты Шотландии, Уэльса и часть ольстерских.
В июне 2013 года законопроект был одобрен Палатой лордов британского парламента. В ходе двухдневных дебатов были отклонены поправки, которые имели целью заблокировать законопроект. Против этих поправок выступили 390 членов палаты, за — 148. В дальнейшем законопроект поступил в комитет Палаты, где он рассматривался во всех деталях для выработки окончательной версии.
16 июля 2013 года окончательная версия закона была одобрена Палатой лордов и Палатой общин парламента страны. Закон поддержали представители как лейбористов и либерал-демократов, так и консерваторов. 17 июля закон был подписан королевой Великобритании Елизаветой II, тем самым он вступил в силу. Многие положения закона, разрешающих однополым парам заключать брак, вступили в силу 13 марта 2014 года. Ряд положений, разрешающих однополым парам вступать в брак в некоторых британских консульствах, базах вооруженных сил и военных часовнях, вступили в силу в июне 2014 года.
Закон даёт право заключать однополые браки как на гражданских, так и на религиозных церемониях. Но Англиканская церковь запретила проведение обрядов венчания однополых пар в своих приходах.
Первые однополые браки состоялись 29 марта 2014 года.
Однополые семьи с 2002 года пользуются правом усыновления детей. Исследование юридической компании Wilsons показало, что после легализации однополых браков в Англии и Уэльсе увеличилось количество усыновлений и удочерений однополыми парами. В Англии и Уэльсе каждая седьмая семья, допущенная службой опеки до усыновления/удочерения, является однополой. При этом общее количество детей, усыновленных (удочеренных) в Англии и Уэльсе, наоборот, сократилось, что связывают с увеличением доступности современных репродуктивных технологий.

### Шотландия
25 июля 2012 года правительство Шотландии также объявило о намерении рассмотреть вопрос о легализации однополых браков. 27 июня 2013 года правительство представило шотландскому парламенту законопроект о браках и гражданских партнёрствах (англ. Marriage and Civil Partnership (Scotland) Bill), который предполагал позволить однополым парам вступать в браки на территории Шотландии.
4 февраля 2014 года парламент Шотландии принял «Билль о браке и партнёрстве» в третьем чтении. За принятие закона проголосовали 105 депутатов, против — 18. Королева Елизавета II подписала шотландский закон о легализации однополых браков 12 марта. Закон легализовал однополые браки, а также дал право лицами, меняющим пол, оставаться в браке. Закон разрешает заключать однополые браки в церквях, но вместе с этим позволяет отказываться от этого.
Первые однополые браки состоялись 31 декабря 2014 года. Хотя первые переоформления гражданских партнёрств в браки были сделаны 16 декабря 2014 года.

### Северная Ирландия
В апреле 2013 года движение партии Шинн Фейн вносило в Ассамблею Северной Ирландии предложение рассмотреть вопрос легализации однополых браков. Это предложение не получило поддержки большинства. Против него проголосовали 53 и за 42 члена Ассамблеи. С 2017 года деятельность парламента Северной Ирландии была приостановлена. Парламент Великобритании легализовал однополые браки на территории Северной Ирландии, но установил срок в течение которого парламент Северной Ирландии мог отменить это решение — до 21 октября 2019 года. Однако, так как до 21 октября 2019 года парламент Северной Ирландии не возобновил свою работу и не отменил данное решение британского парламента, то однополые браки были легализованы на территории Северной Ирландии. 13 января 2020 года постановления, легализующие однополые браки и разнополые гражданские партнёрства в Северной Ирландии, вступили в силу.
Первый однополый брак состоялся 11 февраля 2020 года.

### Коронные земли
- Закон об однополых браках на острове Мэн был одобрен верхней палатой Тинвальда 26 апреля 2016 года[27]. Закон вступил в силу 22 июля 2016 года[28]. Вместе с тем введенные в 2011 году для однополых пар гражданские партнёрства стали доступны и разнополым парам, а также могут быть переоформлены в браки[29].
- В Гернси закон об однополых браках был принят 21 сентября 2016 года[30]. Он вступил в силу 2 мая 2017 года[31]. Однако этот закон не распространяется на Олдерни и Сарк. В Олдерни закон об однополых браках был одобрен 18 октября 2017 года и вступил в силу 14 июня 2018 года[32][33][34][35].
- В Джерси 1 февраля 2018 года был принят закон, легализующий однополые браки[36]. Закон получил королевское согласие 23 мая и вступил в силу 1 июля 2018 года[37][38].

### Заморские территории
- Однополые браки на военных базах Акротири и Декелия законны с 3 июня 2014 года[39]. Гражданские партнёрства заключались с 2005 года[40].
- На Британской Территории в Индийском океане, населенной британскими и американскими военнослужащими, однополые браки легальны с 3 июня 2014 года[41].
- На Южной Георгии и Южных Сандвичевых Островах однополые браки законны с 2014 года[42].
- В мае 2015 года однополые браки были легализованы на Островах Питкэрн в Тихом океане с населением 51 человек[43][44].
- На Британской антарктической территории однополые браки легальны с 13 октября 2016 года[45].
- 26 октября 2016 года парламент Гибралтара единогласно одобрил закон, легализующий однополые браки[46]. Закон вступил в силу 15 декабря 2016 года[47][48].
- На острове Вознесения, являющийся частью островов Святой Елены, Вознесения и Тристан-да-Кунья, постановление об однополых браках был единогласно принят всеми членами Совета острова 31 мая 2016 года[49][50]. Оно было подписано губернатором и опубликовано в официальной газете 20 июня[51]. Постановление вступило в силу 1 января 2017 года[52]. 4 августа 2017 года было опубликовано постановление о распространении действия закона об однополых браках на Тристан-да-Кунья. Законодательный совет острова Святой Елены одобрил закон об однополых браках 19 декабря 2017 года[53]
- 30 марта 2017 года Законодательная Ассамблея Фолклендских островов одобрила закон об однополых браках и гражданских партнёрствах[54][55]. Закон вступил в силу 29 апреля 2017 года[56].
- 5 мая 2017 года Верховный суд Бермудских островов принял решение, легализующее однополые браки[57]. В феврале 2018 года губернатором Бермудских островов был подписан закон, заменивший однополые браки на гражданские партнёрства (при этом шесть браков, заключенных за время действия закона, аннулированы не были)[58]. Однако Верховный суд постановил, что законодательство, запрещающее однополые браки, является неконституционным. Регистрирование однополых браков возобновилось после решения Апелляционного суда 23 ноября 2018 года[59].
- В 2020 году на Островах Кайман были введены гражданские партнерства для однополых пар по решению британского губернатора Мартина Рупера, подписавшего соответствующий закон[60].

## Содержание закона

### Marriage (Same Sex Couples) Act 2013
Закон даёт возможность однополым парам вступать в брак через гражданскую или религиозную церемонию. Далее приведены некоторые положения из закона.
Статья 1 устанавливает законность брака однополых пар в Англии и Уэльсе, а также устанавливает законодательные положения, согласно которым однополые пары могут вступать в брак. Она гарантирует, что священнослужители англиканской церкви не будут обязаны проводить обряды венчания однополых пар. Статья 4 вносит новую статью в закон о браке, разрешающая религиозные церемонии бракосочетания однополых пар в местах священнослужения, зарегистрированных для проведения таких церемоний. Статья 5 также вносит новую статью в закон о браке, предусматривающая проведение религиозных обрядов бракосочетания однополых пар без необходимости регистрации места при определенных обстоятельствах.
Часовни военно-морских, военных и военно-воздушных сил могут быть зарегистрированы для проведения церемоний заключения брака однополых пар в соответствии с правилами, установленными в статье 6.
Статья 9 позволяет гражданским партнёрам, чьё партнёрство было заключено в Англии и Уэльсе, переоформить его в брак и предоставляет государственному секретарю полномочия устанавливать правила процедуры переоформления.
Часть 2 приложения 3 определяет правила толкования нового законодательства, принятого после принятия этого закона. Он устанавливает значения конкретных терминов, касающихся брака. Закон обеспечивает сохранение гендерно-специфичных терминов. Термин «муж» в будущем законодательстве будет включать мужчину, состоящего в браке с другим мужчиной (то есть обеих сторон). Термин «жена» будет включать женщину, состоящей в браке с другой женщиной (то есть обеих сторон).

## Отношение религиозных организаций
Против легализации однополых браков выступили государственная Церковь Англии, а также католическая церковь Англии и Уэльса, совет мусульман Великобритании, руководство сети сикхиских организаций и объединённая синагога (ортодоксальный иудаизм). Но в пользу принятия закона об однополых браков выступили либеральная и реформистская синагоги.
Квакеры Великобритании ещё в 2009 году приняли решение о признании однополых браков и о совершении обрядов их заключения. Они были первыми из традиционных религиозных конфессий Великобритании, кто выступил в поддержку однополых браков, и обратились к правительству с призывом об их легализации. В 2012 году в совместном пресс-релизе квакеры, либеральные иудеи, унитариане и свободные христиане также одобрили планы по легализации однополых браков.
В Шотландии против принятия закона высказались пресвитерианская и католическая церкви, в поддержку — шотландские квакеры, буддисты и Федерация язычников.
В июле 2021 года Методистская церковь Великобритании, четвертая по величине христианская конфессия в стране, одобрила благословение однополых пар.

## Статистика
Число однополых браков, заключённых в Англии и Уэльсе с марта 2014 года, по данным Национальной статистической службы Великобритании:
| Год  | Мужские пары | Женские пары | Всего | % однополых браков |
| ---- | ------------ | ------------ | ----- | ------------------ |
| 2014 | 2129         | 2721         | 4850  | 1,9 %              |
| 2015 | 2860         | 3633         | 6493  | 2,6 %              |
| 2016 | 3109         | 3910         | 7019  | 2,8 %              |

В 2016 году 44 % однополых браков было заключено между двумя мужчинами, 56 % — между двумя женщинами. Напротив, в том же году 68 % гражданских партнёрств было заключено между двумя мужчинами.
Средний возраст людей, вступающих в брак (2016):
| Мужчина, вступающий в брак с женщиной | 37,9 |
| Женщина, вступающая в брак с мужчиной | 35,5 |
| Мужчина, вступающий в брак с мужчиной | 40,8 |
| Женщина, вступающая в брак с женщиной | 37,4 |

Кроме того, в 2016 году 1663 пары (9156 пар в 2015 году) переоформили гражданское партнёрство в брак. В том же году было зарегистрировано 112 разводов однополых пар (78 % разводов пришлось на женские пары).
В 2017 году из около 19 млн семей около 34000 семейных пар состояли в однополом браке, 55000 состояли в гражданском партнёрстве и 101000 пар — в однополом сожительстве. Около 6000 однополых пар в браке, 8000 в гражданском партнёрстве и 4000 в сожительстве воспитывали детей.
В Шотландии по предварительным данным в 2015 году был зарегистрирован 1671 однополый брак, в 2016 году — 999.